# Remo Park
Remo Park (Stuttgart, 1955 – Berlijn 20 september 2016) was een Duitse muzikant, componist en producent. Tussen 1981 en 1987 wierf hij bekendheid als avant-garde-gitarist bij de Berlijnse Cult formatie Die Haut.

## Biografie
Remo Park begon op blokfluit en saxofoon totdat zijn muziekleraar hem aanraadde klarinet te leren. Later kreeg hij van zijn moeder, die zijn muzikale ontwikkeling stimuleerde, een Suzuki gitaar.
In 1975 ging Remo Park naar Berlijn. Daar nam hij verder klarinet en saxofoonles bij Wilhelm Grassnik (klarinettist en Saxofonist bij het Berlijns Philharmonisch Orkest) Daarnaast leerde hij van 1975 tot 1981 bij Patrick Dinslage muziektheorie en piano.

### Die Haut
Naast zijn studie Muziek- en Theaterwetenschap en compositie bij Peter Castine aan de HdK Berlijn richtte Remo Park (gitaar) in 1981 met Martin Peter (Gitarre), Christoph Dreher (Bas) en Thomas Wydler (Drums), de Avantgarde-Instrumentale band die Haut op (naar het boek Die Haut uit 1948 van Curzio Marlaparte). Omdat de band instrumentaal was speelden ze onder andere met Nick Cave, Lydia Lunch en Birthday Party en toerden ze met hen in 1983 door Europa en Amerika.
Door de samenwerking met Frieder Butzmann, met wie hij zijn passie voor experimentele muziek en electro deelde, werkte Park mee aan de lp War pur war. Met steun van Butzmanns richtte Remo Park zijn eigen band op.

### Remo Park
De wens om te zingen zorgde ervoor dat Park de band Die Haut verliet in 1987. In hetzelfde jaar richtte hij de Berlijnse studio Pyramid City Productions op en in 1989 de Industrial-Rock band Remo Park and the chasm. De eerste lp Lying in ambush verscheen in 1990 waarna een tournee door Duitsland en kuststaten volgde.
In 1995 richtte Remo Park het platenlabel Intencity op waaronder hij zijn tweede album Aviator uitbracht. De naam Remo Park and the chasm is toen veranderd in Remo Park. Met drummers Olaf Kobold, Dominique Reiche en Klaus Krüger (Iggy Pop en Tangerine Dream), Stewart Dunlop (Bas) en Eric Scholtz (Keyboards programmering) speelde hij dit album in.
Carlos Perón (medeoprichter van de Zwitserse electroband Yello) bracht hij in 2002 het remixalbum Aviator is chasing time uit onder het label van Carlos, genaamd Strahlomat.
In 2011 bracht Remo Park het derde album Alien Healer uit. Alien Healer werd gemaakt met Remo Park (zang, gitaar, keyboard, programmering); Klaus Krüger (zang, drums); Ramon da Silvio (gitaar); Eric Scholtz (keyboard, programmering); Olaf Kobold (drums, programmering); Domenique (drums) en Amanda Adamas (achtergrondzang). Het album werd uitgebracht onder (een samenwerking van) de labels Dark Daze Music Inc./Golden Core/ZYX.
In 2014 is het album Witchcraft Power geproduceerd, met de volgende bezetting: Remo Park (leadzang, gitaar, basgitaar, keyboards), Eric Scholtz (keyboards, achtergrondzang), Ramon da Silvio (gitaar) en Peter Klang (drums, achtergrondzang).
In september 2016 werd op zijn website zijn dood bekendgemaakt.

## Discografie
- 1982: Lp Schnelles Leben met Die Haut
- 1982: Maxi-single Karibischer Western (Zensor: CM 2 Production; in London opgenomen) met Die Haut feat. Lydia Lunch
- 1983: Lp Burin’ the Ice met Nick Cave Paradoxx Eigelstein Köln
- 1985: Maxi-single Fandango met Die Haut
- 1986/87: Samenwerking met Frieder Butzmann/Kapielsi Live en lp War pur War Zensor Musikproduktion Verlag
- 1988: Samenwerking op de lp A Poke in the Eye... van Pig alias Raymond Watts
- 1990: Eerste Remo Park solo-lp met eigen Band: Lying in Ambush, verscheen bij label What’s so funny about.
- 1995: Tweede album Aviator van Remo Park uitgebracht (IntenCity / EFA), liveoptreden Popkomm 1995
- 2000/01: Remix van de cd Aviator is chasing time bij Pyramid City Prod./IntenCity
- 2002: Yello oprichter Carlos Perón brengt de cd Aviator is chasing time uit op zijn Label Strahlomat
- 2004: De video Vivid Hours van Niclas Dietrich beleeft zijn première op talrijke internationale Videofestivals
- 2011: Het derde Remo Park album Alien Healer uitgebracht onder (samenwerking van de labels) het label Golden Core /ZYX-music
- 2014: Publicatie van het vierde Remo Park album genaamd Witchcraft Power via de labels DARK DAZE Music INC. en SUBCULTURE RECORDS (met Carlos Peron als uitvoerend producent).

- Gemeinsame Normdatei: 134938844
- International Standard Name Identifier: 0000 0000 5774 356X
- MusicBrainz: 8aadf3df-8e85-4d67-b97c-d50c4dca3d2b
- Virtual International Authority File: 79867600
- WorldCat: E39PBJxGWjYVgpqw4bf6wJVKVC